# Ново село (община Кукъс)
Вижте пояснителната страница за други значения на Ново село.
Ново село (на албански: Novosej, нашински Novo selo) е село в Албания, част от община Кукъс.

## География
Разположено е в Североизточна Албания в албанската част на областта Гора.

## История
След Междусъюзническата война селото попада в Албания.
На етническата си карта на Северозападна Македония в 1929 година Афанасий Селишчев отбелязва Новосело като българско село.
В рапорт на Сребрен Поппетров, главен инспектор-организатор на църковно-училищното дело на българите в Албания, от 1930 година Ново село е отбелязано като село със 170 къщи българи мохамедани.
До 2015 година селото е част от община Шищевец.